# فستان زفاف الملكة فيكتوريا
إرتدت فيكتوريا ملكة المملكة المتحدة هذا الفستان يوم زفافها إلى ألبرت، امير ساكس كوبرغ غوتا في العاشر من فبراير عام 1840 ، وقد اختارت اللون الأبيض الذي لم يكن اللون الرائج في هذا الوقت لفساتين الأعراس على عكس بقية الألوان، وقد كان قماش الفستان من الستان والحرير الثقيل و يعد الدانتيل الذي صنع خصيصاً لفستان زفافها في قرية هونيتون ، إنطلاقة لصناعة الدانتيل في مقاطعة ديفون بأكملها. يرجع لفكتوريا الفضل في إبتكار موضة فستان الزفاف الأبيض، بالرغم إنها لم تكن أول عروس ملكية ترتدي فستاناً أبيض. 

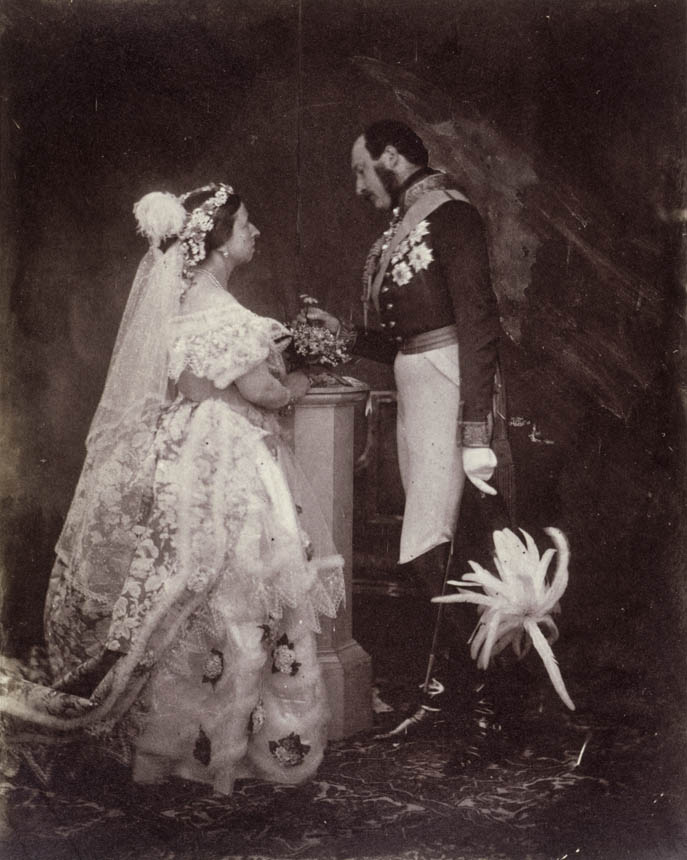
فيكتوريا و ألبرت في ذكرى زواجهم عام 1854 و هى ترتدي فستان زفافها.

## تصميم الفستان

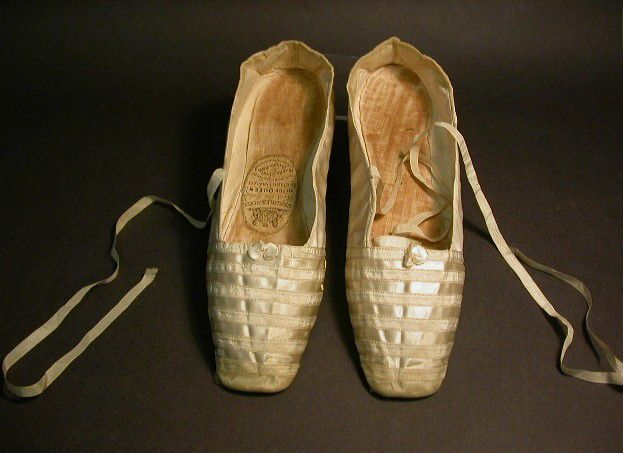
ارتدت فيكتوريا هذا الحذاء في زفافها إلى ألبرت، وهو حذاء من غير كعب، مصنوع من الستان الأبيض باربطة تلُف حول الكاحل لتثبيت الحذاء في القدم. صنعه متجر جاندري وأولاده بميدان سوهو وهو صانع الأحذية الخاص بفيكتوريا.

صمم الدانتيل وليام دايس، الذي كان رئيس مدرسة التصميم الحكومية آنذاك والتي عرفت فيما بعد بالكلية الملكية للفن ونفذته ماري بيتانس على قماش من الستان الأبيض. نُسج الستان السادة قشدي اللون في سبيتالفيلدز، شرق لندن، مع كشكشة ضيقة في أطراف الثوب. أما نهاية الدانتيل فطرزت يدوياً في قرية هونيتون وبيير بمقاطعة ديفون. و هذا دَعَم الصناعة الإنجليزية، وصناعة الدانتيل اليدوية بشكل خاص. كان التطريز الموجود على الدانتيل عبارة عن وحدات مكررة ثبتت على شبكة من القطن صنعت بواسطة ماكينة غزل وليست يدوياً. أما نهاية الفستان فطرزت ببراعم زهرة البرتقال وهي رمز للخصوبة، كما ارتدت إكليلاً من زهور البرتقال بدلاً من الطوق الذي تلبسه العروس لتثبيت غطاء راسها. أما عن غطاء رأسها، فقد كشكش في نهايته ليتناسب مع الفستان، وبلغ طوله 180 سم وعرضه 34 سم. ارتدت فيكتوريا قرط وعقد من الماس، وبروش من الياقوت الأزرق اهداه لها ألبرت. و بالنسبة للحذاء فقد كان من نفس درجة لون الفستان. وقد حملن وصيفات العروس طرف الفستان الذي بلغ طوله 18 قدماً أي 5.5 مترأً. كتبت فيكتوريا في مذكراتها عن اختيارها للفستان، قالت.
«ارتديت فستاناً من اللون الأبيض، بكشكشة ضيقة علي قماش صنع في هونيتون، كان تقليد لتصميم قديم. تحليت بعقدي الماسي التركي وكذالك الحلق وبروش جميل من الياقوت الأزرق اهداه لي عزيزي ألبرت.»

## بعد الزواج

### إحياء ذكري الزواج
بالرغم من ظهور وجود التصوير عام 1840، إلا أنه لم يكن متقدماً. لذالك التقط روبرت فينتون عدة صور لفيكتوريا وألبرت في الحادي عشر من مايو 1854 فيما اسماه الزوجان بصور زفاف أو تمثيل للزفاف وترتدي فيه فيكتوريا فستان زفافها. وقد رفضت هيئة المصنفات الملكية أن تعتبر هذه الصور كصور زفاف، مبررين أن هذه الصور تظهر فيكتوريا كملكة أكثر منها زوجة أو أم وأنها و ألبرت يرتدون زي ملكي.
وفي عام 1847، كلفت فيكتوريا فرانز زافير وينترهالتر برسم بورتريه لها وهي ترتدي ما ارتده يوم زفافها في الذكرى السنوية السابعة لزواجها من لامير ألبرت كمفاجأة له.، وقد رسم جون هاسليم نموذجاً مصغراً للبورتريه مطلى بِالمِينا.

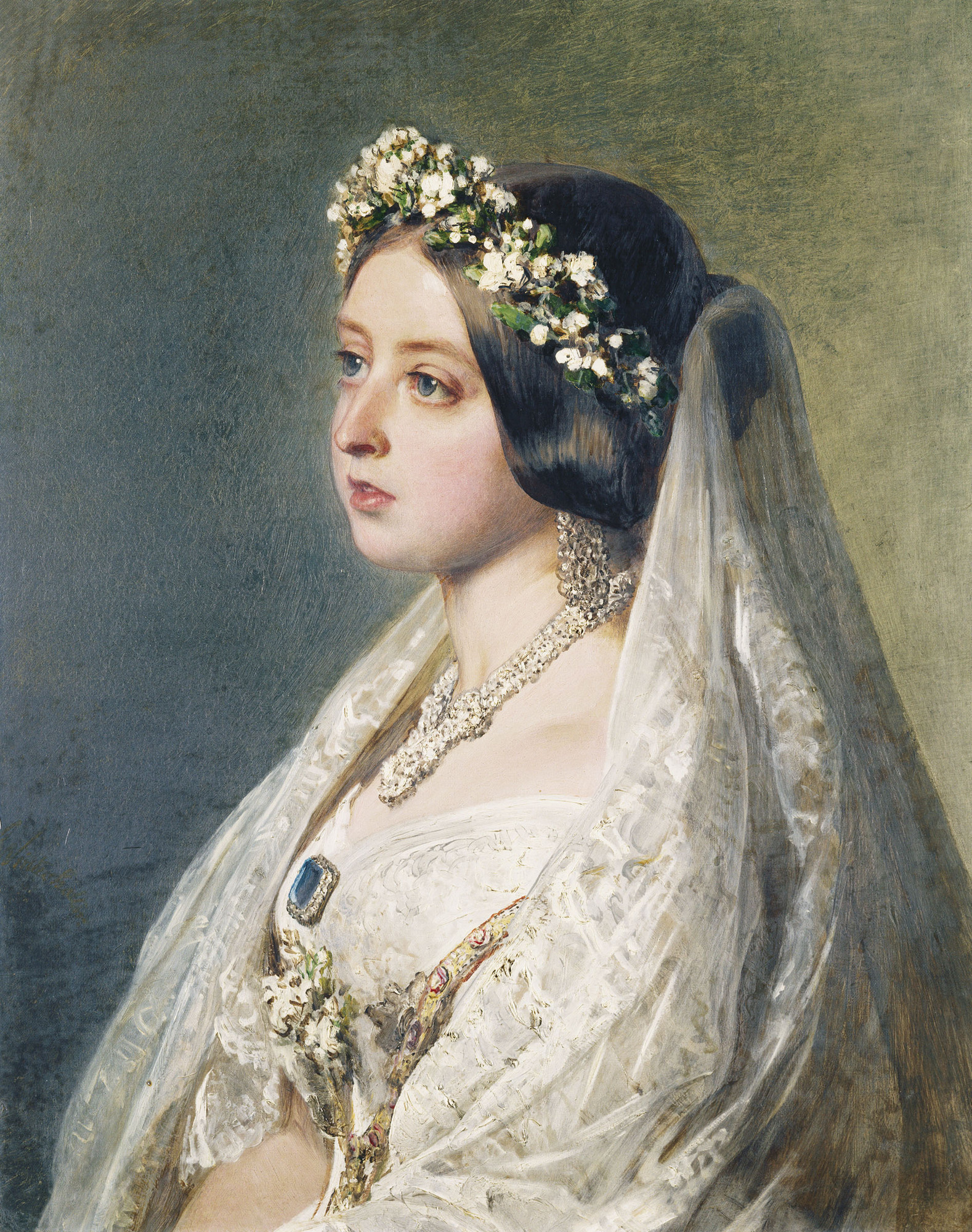
بورتريه فيكتوريا في فستان زفافها عام 1847، هدية لزوجها ألبرت في عيد زواجهم.

## اقرأ أيضًا
- فستان زفاف الأميرة بياتريس
- فستان زفاف جاكلين كينيدي
- فستان زفاف ديانا سبنسر
- فستان زفاف غريس كيلي